# Van Buren (Arkansas)
Van Buren település az Amerikai Egyesült Államok Arkansas államában, Crawford megyében, melynek megyeszékhelye is. Lakosainak száma 23 218 fő (2020. április 1.).

## Népesség
A település népességének változása:

| 2010 | 22 791 |
| 2020 | 23 218 |